# 海老澤健次
海老澤健次（1986年10月22日—）是著名日本的男演員，出生於沖繩縣那霸市，後來成為CUBE旗下男藝人。身高181cm，體重55kg，天秤座，血型AB型。他於沖繩縣立真和志高等學校畢業。另外，他曾在拍攝特攝作品《炎神戰隊轟音者》，飾演轟音黑（石原軍平）。

## 參與作品

### 電視劇
- 未來創造堂（日本電視台） - 飾演 渡邊和男
- 怨屋本舖（東京電視台）第2話 - 飾演 三鄉一郎
- 首席女主播（富士電視台）第8話
- 神はサイコロを振らない（日本電視台）第7話
- 炎神戰隊轟音者（朝日電視台） - 飾演 轟音黑 / 石原軍平
- 夜光的階梯（朝日電視台） - 飾演 長谷川純
- イケ麺そば屋探偵 いいんだぜ!（日本電視台）
- イケ麺新そば屋探偵〜いいんだぜ!〜（日本電視台）
- 踊る踊るさんま御殿（日本電視台）2009年6月23日播出
- イケメン塾！（BS11）2009年9月4日播出（2009年8月5日收錄）
- イケメンデルの法則（關西電視台）2009年12月10日播出

### 電台節目
- 世田谷社區電台　公開收錄客串演出（2008年8月3日、10日）

### 電影
- 夜間野餐（2006年9月30日） - 飾演 棒球部員 矢部
- 炎神戰隊轟音者 BUNBUN!BANBAN!劇場BANG!!（2008年8月9日，東映） - 飾演 轟音黑 / 石原軍平
- 炎神戰隊轟音者 VS 激氣連者（2009年1月24日，東映） - 飾演 轟音黑 / 石原軍平
- 侍戰隊真劍者VS轟音者 銀幕BANG!!（2010年1月30日，東映） - 飾演 轟音黑 / 石原軍平

### 舞台
- ソフィストリー～詭弁（2006年）作者：Jonathan Mark Sherman、翻譯・導演：青井陽治
- 困ったメン〜絶望のジングルベルMIX〜（2009年）編劇・導演：村上大樹、飾演 Jumbo

### 音樂劇
- GODSPELL（2005年）作詞・作曲：Stephen Schwartz、編劇：John Michael Tebelak、翻譯・譯詩・導演：青井陽治
- Love Musical（2009年）音樂：KYOHEI、編劇：廣田光毅、導演・振付：增田哲治（TETHUHARU）、主催・制作：DHE＠stage 赤坂REDシアター（客串演出）
- 戲傳寫樂（2010年）編劇：中島かずき・導演：荻田浩一・音樂：立川智也　青山劇場・シアターBRAVA!

### DVD劇集
- ピクニックの準備 第8話「おかいもの」（2006年9月15日） - 飾演 棒球部員 矢部
- 『炎神戰隊轟音者 BONBON!BONBON!網上BONG!!』（2008年） - 飾演 轟音黑 / 石原軍平
- 『炎神戰隊轟音者特別DVD 研討會!全員GO-ON!』（2008年） - 飾演 轟音黑 / 石原軍平
- 『炎神戰隊轟音者VS激氣連者』（2009年3月21日） - 飾演 轟音黑 / 石原軍平
- 『炎神戰隊轟音者 FINAL LIVE』（2009年6月21日） - 飾演 轟音黑 / 石原軍平
- 『イケ麺そば屋探偵〜いいんだぜ!〜』（2009年8月28日） - 飾演 Kenji
- 『夜光的階梯』（2009年9月16日） - 飾演 長谷川純
- 『イケ麺新そば屋探偵〜いいんだぜ!〜』（2009年12月25日） - 飾演 Kenji

### 寫真集
- 『炎神戰隊轟音者寫真集 Mach全開！』（2008年，一迅社）
- 『炎神戰隊轟音者角色書集』（2009年，東京新聞通信社）

### 廣告
- NIVEA花王「8×4」（2006年）
- 洋服的青山「Freshman Sale」（2006年）
- NTT DoCoMo關西（2006年）

### 其他
- 藤木直人「HEY!FRIENDS」宣傳錄影帶
- イケそば祭り！～GO!汐留ジャンボリー ワッショイ2009～

## 外部連結
- （日語） 海老澤健次的個人檔案 （页面存档备份，存于）
- （日語） 海老澤健次官方日誌「AB Blog」 （页面存档备份，存于）（2008年2月23日 -）
- （日語） mixiコミュニティ （页面存档备份，存于）

| 前任： 荒木宏文 （獸拳戰隊激氣連者） | 日本超級戰隊系列黑色戰士演員 炎神戰隊轟音者 2008年2月17日-2009年2月8日 | 繼任： 浜尾京介 （天裝戰隊護星者） |